# Домаркас, Юозас Юозо
Юо́зас Юо́зо До́маркас  (лит. Juozas Domarkas; род. 28 июля 1936, дер. Варкали, Литва) — литовский и советский дирижёр, педагог. Народный артист СССР (1986).

## Биография
Юозас Домаркас родился 28 июля 1936 года в деревне Варкали (ныне Варкаляй Плунгеского района, Тельшяйский уезд, Литва) (по другим источникам — в Варкали, Рижский уезд, Латвия).
В 1955—1960 годах учился в Литовской консерватории (ныне Литовская академия музыки и театра) по классу кларнета у Я. Ясенка.
С 1957 года — дирижёр Вильнюсского духового оркестра.
В 1965 году окончил Ленинградскую консерваторию по классу симфонического дирижирования у И. А. Мусина.
В 1961 году дебютировал как симфонический дирижёр в Ленинграде. В 1963 году участвовал в мастер-классах французского дирижёра И. Б. Маркевича в Москве.
С 1964 года возглавляет симфонический оркестр Литовской филармонии (ныне Национальный симфонический оркестр Литвы).
Гастролирует с симфоническим оркестром за рубежом (Россия, Польша, Латвия, Чехия, Германия, Эстония, Венесуэла, Турция, Финляндия, Великобритания, Франция, Австрия, Италия, Испания, Япония, Греция, Швейцария, Голландия, Норвегия, Швеция, Португалия, Корея и др.).
Вместе с оркестром принимал участие в фестивалях «Московские звёзды», «Русская зима», «Осень в Варшаве», «Пражская весна», «Шлезвиг-Гольштейн» и др. Партнёрами по сцене были такие исполнители как Э. Гилельс, Л. Коган, М. Ростропович, Е. Образцова, В. Норейка, Ю. Башмет, Н. Гутман, Г. Кремер и др..
С 1975 года проводит серии концертов юных исполнителей с Национальным симфоническим оркестром Литвы, со временем ставшие основой фестиваля «Аджалинас».
В 1988—1991 и в 1995 году — дирижёр молодёжного симфонического оркестра Балтийской академии.
В 1991 и 1995 годах участвовал в IV и V Международных конкурсах дирижёров им. Г. Фительберга в Катовице (Польша), в 1993 и 1996 годах — в I и II Международных конкурсах дирижёров имени С. Прокофьева в Санкт-Петербурге (Россия), в 1999 году — член жюри Международного конкурса им. М. Чюрлёниса.
С 1968 года — преподаватель, с 1995 года — профессор, заведующий кафедрой дирижирования Литовской консерватории, в 1972—1991 годах — руководитель студенческого симфонического оркестра консерватории.
Член КПСС с 1967 года.

### Семья
Братья:
- Элигиюс Домаркас (р. 1943), литовский музыкальный руководитель театра
- Стасис (Станисловас) Домаркас (р. 1939), литовский дирижёр.

## Звания и награды
- Народный артист Литовской ССР (1974)[3]
- Народный артист СССР (1986)
- Государственная премия Литовской ССР (1974)
- Национальная премия Литвы по культуре и искусству (2000)
- Офицер ордена Великого князя Литовского Гядиминаса (1994)
- Кавалер Большого креста ордена Великого князя Литовского Гядиминаса (1998)
- Кавалер ордена Заслуг перед Республикой Польша (2006, Польша)
- Командор ордена Заслуг (1998, Норвегия)[4]
- Правительственный приз в области искусства Литовской республики (1994, 1998)

## Творчество
В исполнении оркестра под его управлением прозвучало более ста премьер произведений литовских композиторов.
В репертуаре — «Торжественная месса» Л. ван Бетховена, оратории «Самсон» и «Иуда Маккавей» Г. Генделя, «Рождественская оратория» И. Баха, «Кармина Бурана» К. Орфа, 2-я симфония Г. Малера, произведения литовских композиторов, в том числе оратория Б. Дварионаса «Не трогайте голубой глобус» и др.
Дирижировал известными оркестрами Европы и бывшего Советского Союза, в том числе симфоническими коллективами Москвы и Санкт-Петербурга.

### Литовский театр оперы и балета
Оперы
- 1985 — «Кармен» Ж. Бизе

Балеты
- 1997 — «Дафнис и Хлоя» М. Равеля
- 1997 — «Кармен-сюита» Ж. Бизе в оркестровке Р. Щедрина

### Клайпедский музыкальный театр
Оперы
- 1997 — «Царь Эдип» И. Стравинского
- 1998 — «Кармен» Ж. Бизе